# Vallons-de-l’Erdre
Vallons-de-l’Erdre ist eine französische Gemeinde mit 6.625 Einwohnern (Stand: 1. Januar 2022) im Département Loire-Atlantique in der Region Pays de la Loire. Sie gehört zum Arrondissement Châteaubriant-Ancenis und zum Kanton Ancenis-Saint-Géréon. Die Einwohner werden Valonais und Valonaises genannt.
Zum 1. Januar 2018 wurde Vallons-de-l’Erdre als Commune nouvelle aus den Gemeinden Bonnœuvre, Freigné (vormals Département Maine-et-Loire), Maumusson, Saint-Mars-la-Jaille, Saint-Sulpice-des-Landes und Vritz gebildet. Der Verwaltungssitz befindet sich in Saint-Mars-la-Jaille.

## Geographie
Vallons-de-l’Erdre liegt am Fluss Erdre. Umgeben wird Vallons-de-l’Erdre von den Nachbargemeinden La Chapelle-Glain und Le Pin im Norden, Challain-la-Potherie im Norden und Nordosten, Angrie im Osten und Nordosten, Candé und Val d’Erdre-Auxence im Osten, Loireauxence im Südosten, La Roche-Blanche im Süden, Pouillé-les-Côteaux und Pannecé im Südwesten, Riaillé im Westen sowie Grand-Auverné und Petit-Auverné im Nordwesten.

## Gliederung
| Ortsteil                               | ehemaliger INSEE-Code | Fläche (km²) | Einwohnerzahl (2022) |
| -------------------------------------- | --------------------- | ------------ | -------------------- |
| Bonnœuvre                              | 44017                 | 15,66        | .0546                |
| Freigné                                | 49144                 | 65,26        | 1.194                |
| Maumusson                              | 44093                 | 24,56        | 1.050                |
| Saint-Mars-la-Jaille (Verwaltungssitz) | 44180                 | 20,06        | 2.450                |
| Saint-Sulpice-des-Landes               | 44191                 | 30,78        | .0679                |
| Vritz                                  | 44219                 | 32,89        | .0706                |

## Sehenswürdigkeiten

### Bonnœuvre
- Kirche Saint-Martin aus dem Jahre 1863
- alte Priorei aus dem 12. Jahrhundert
- Herrenhaus La Chèze aus dem 15. Jahrhundert
- Wassermühle von 1820

### Freigné
- Steinreihe von Bennefraye
- Kirche Saint-Pierre aus dem 19. Jahrhundert
- Schloss Bourmont aus dem 15. Jahrhundert
- Herrenhaus La Grande-Maison (auch Herrenhaus Ghaisne) aus dem 15./16. Jahrhundert

### Maumusson
- Kirche Saint-Pierre-et-Saint-Paul
- Schloss La Motte

### Saint-Mars-la-Jaille
- Schloss La Ferronays, Burg aus dem 14. Jahrhundert, Monument historique seit 1984

### Saint-Sulpice-des-Landes
- Kirche bzw. Kapelle Le Vieux Bourg, Anfang des 15. Jahrhunderts erbaut, Monument historique seit 1977
- Kapelle Saint-Clément, im 15. Jahrhundert zerstört, im 1758 wieder erbaut, 1914 restauriert
- Schloss Coudray

### Vritz
- Kirche Saint-Gervais-et-Saint-Protais, 1887 erbaut
- Schloss La Bouvraie aus dem 15. Jahrhundert
- Herrenhaus La Ramée
- Herrenhaus La Tesserie

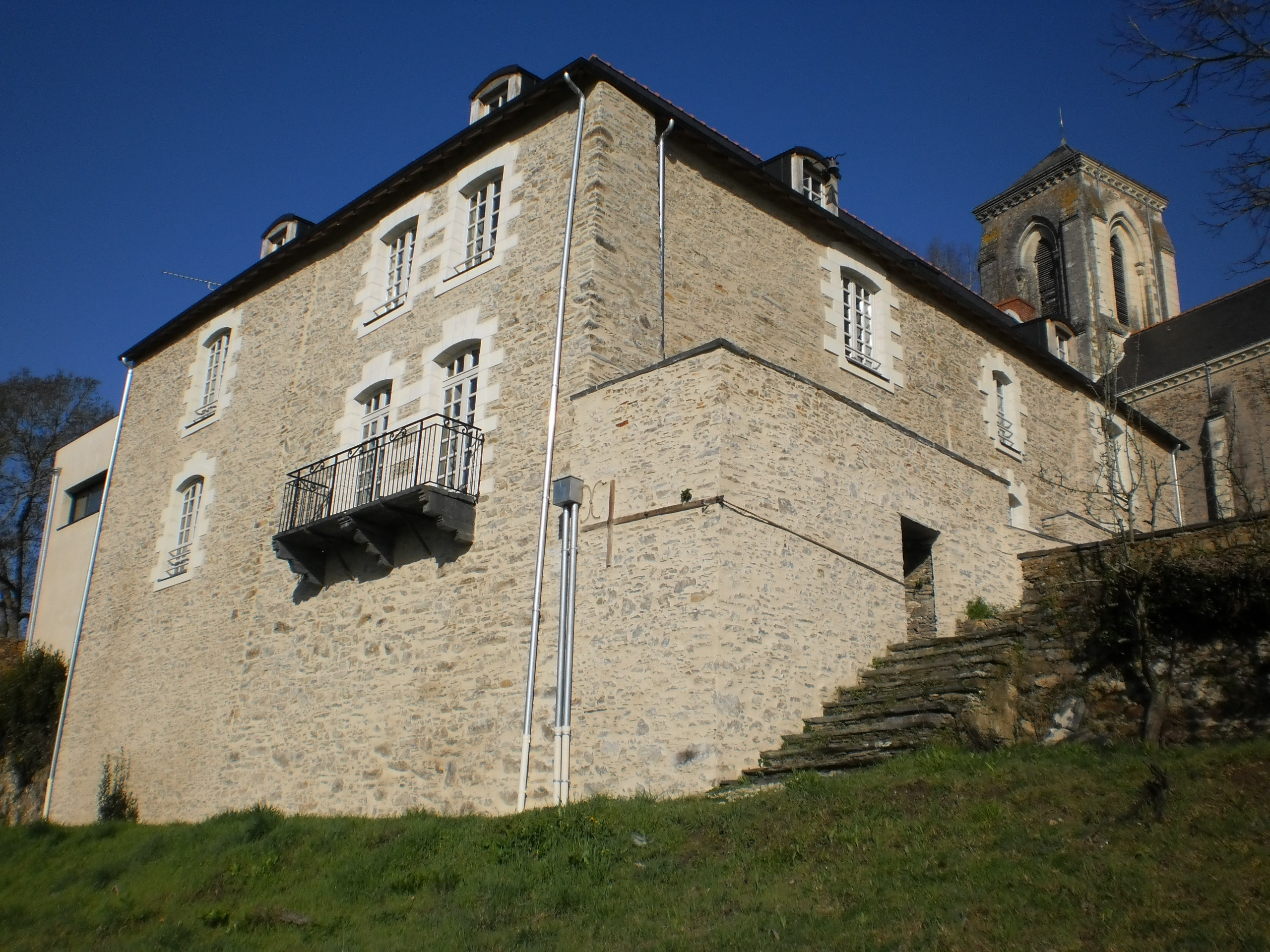
Alte Priorei von Bonnœuvre
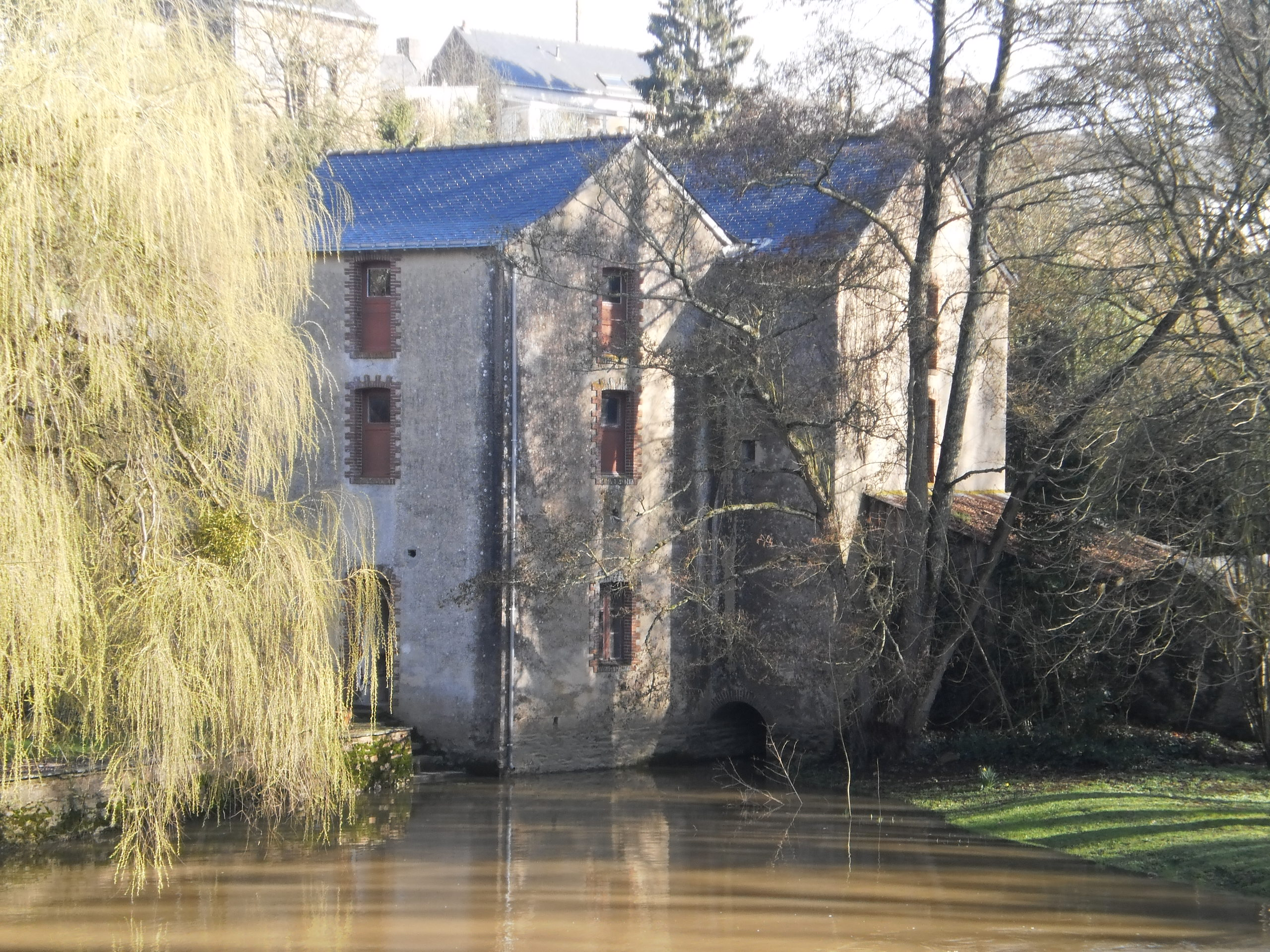
Wassermühle von Bonnœuvre
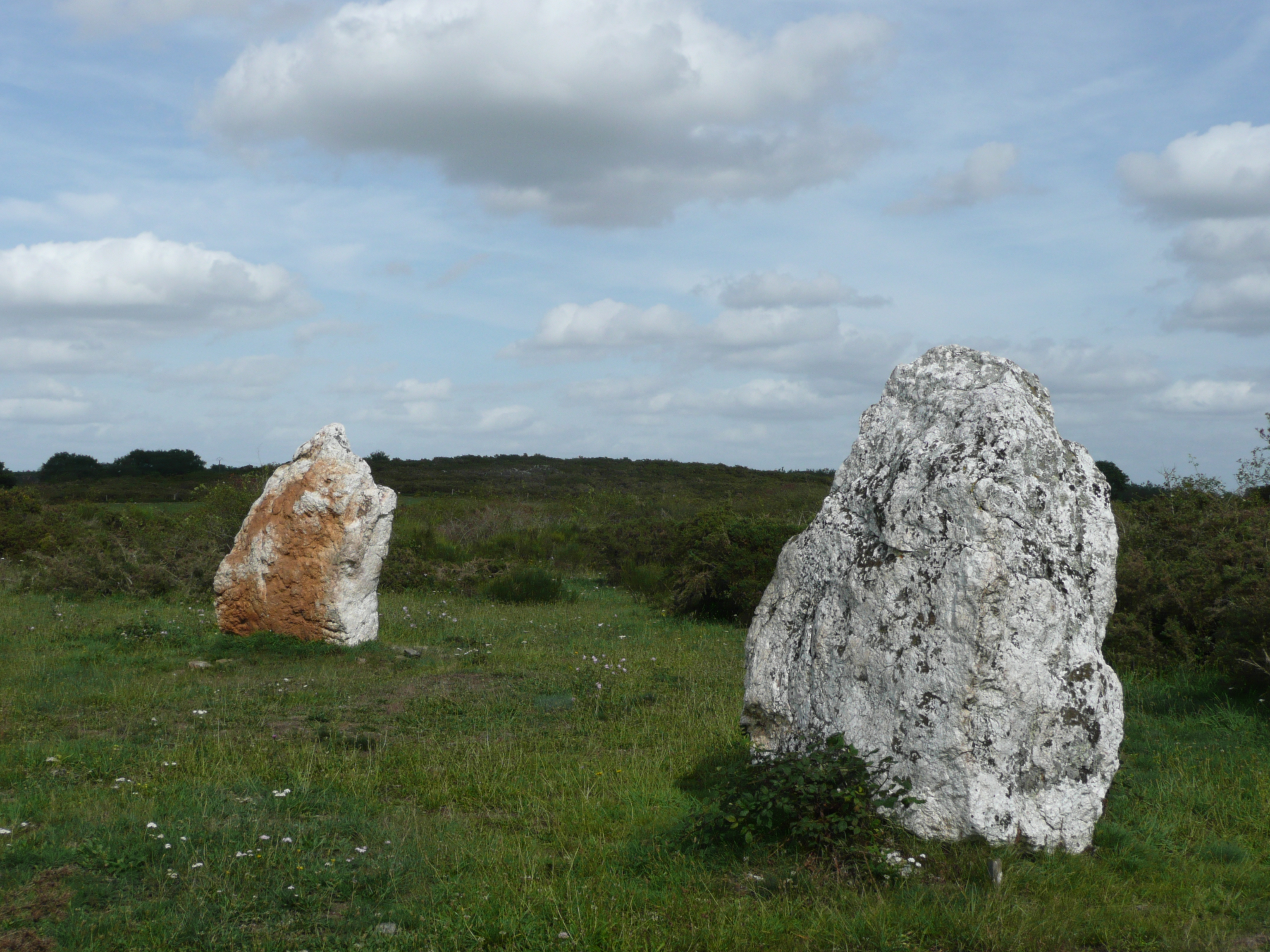
Menhire in Freigné
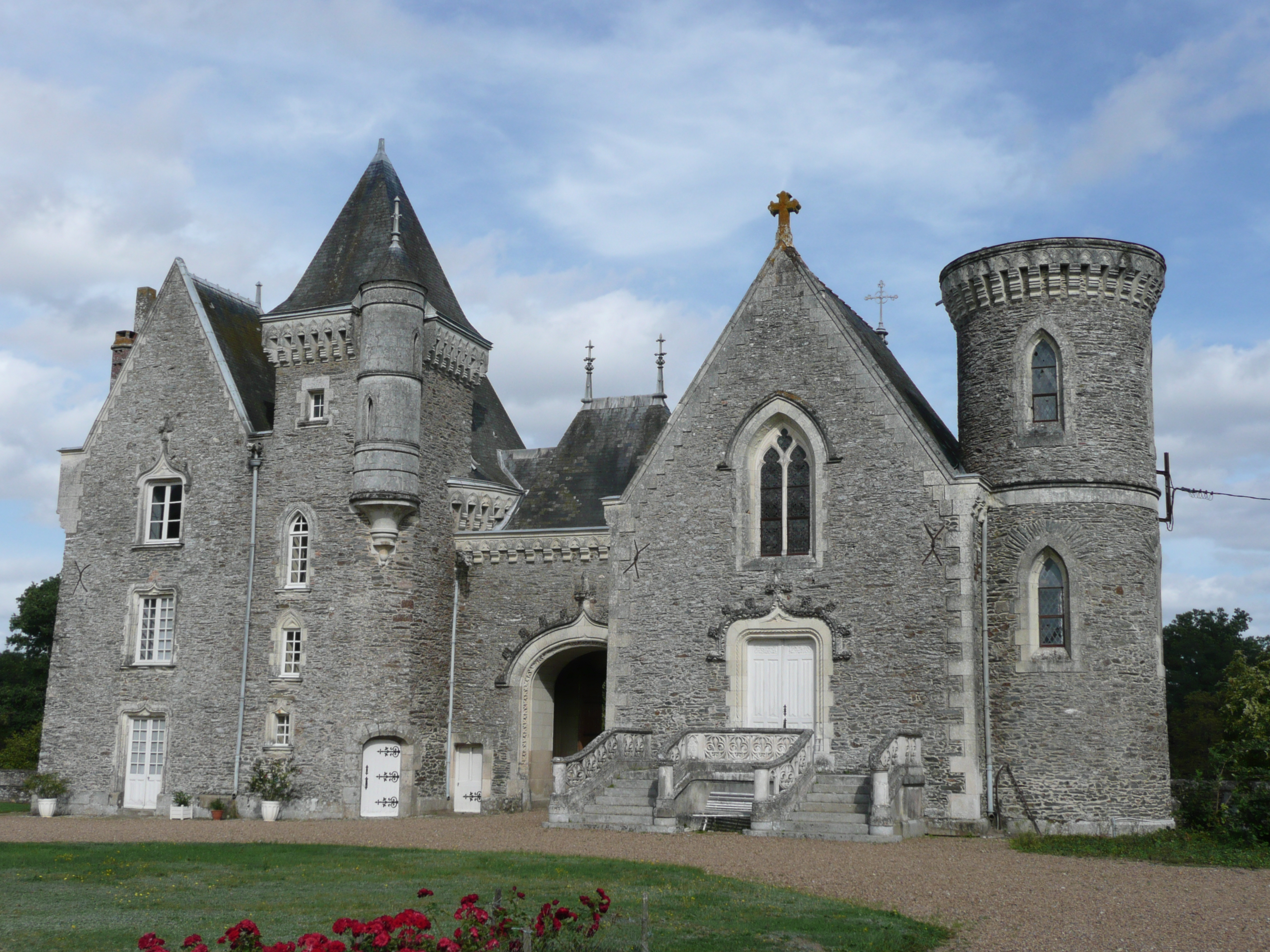
Schloss Bourmont in Freigné
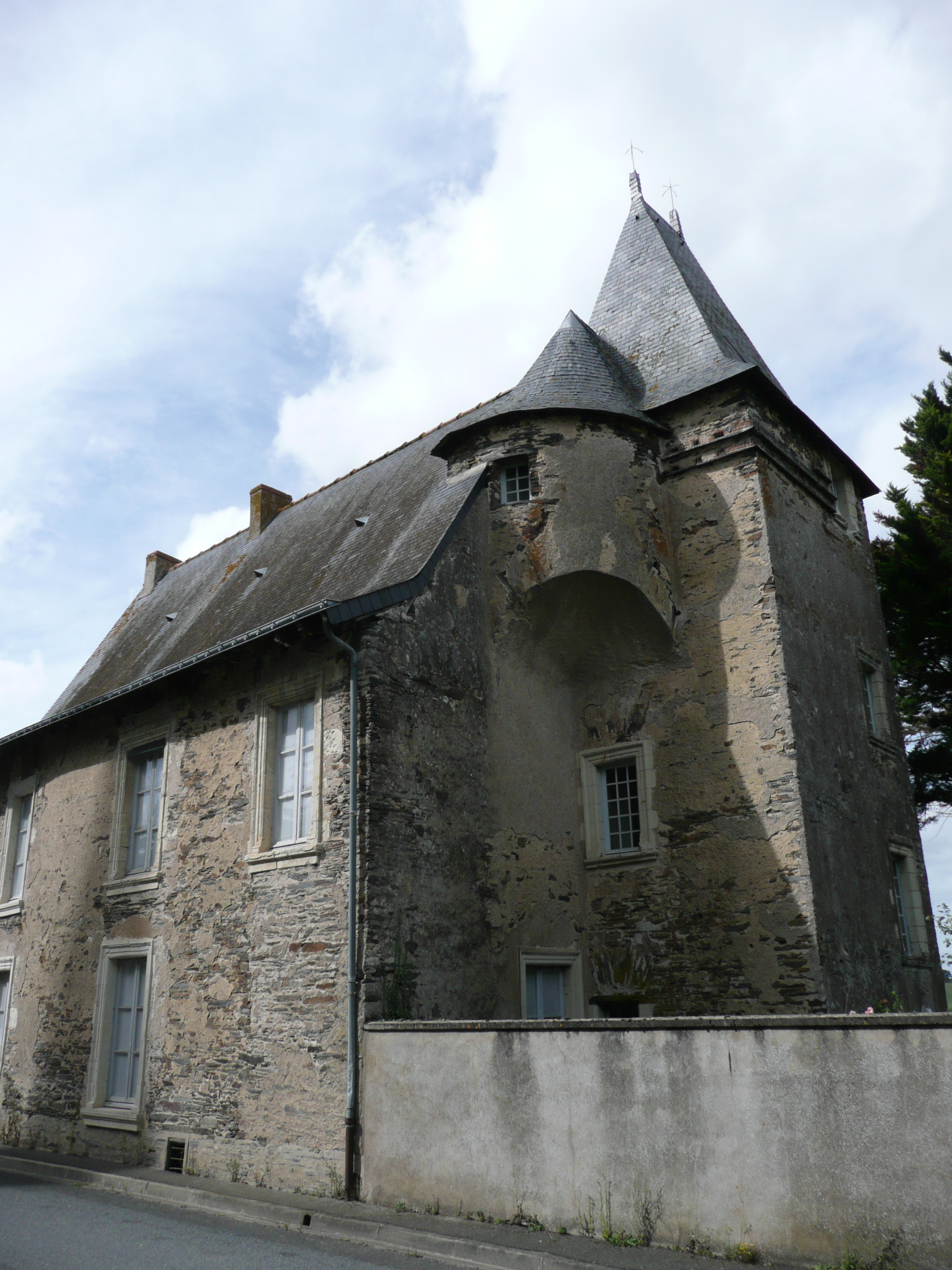
Herrenhaus Ghaisne in Freigné
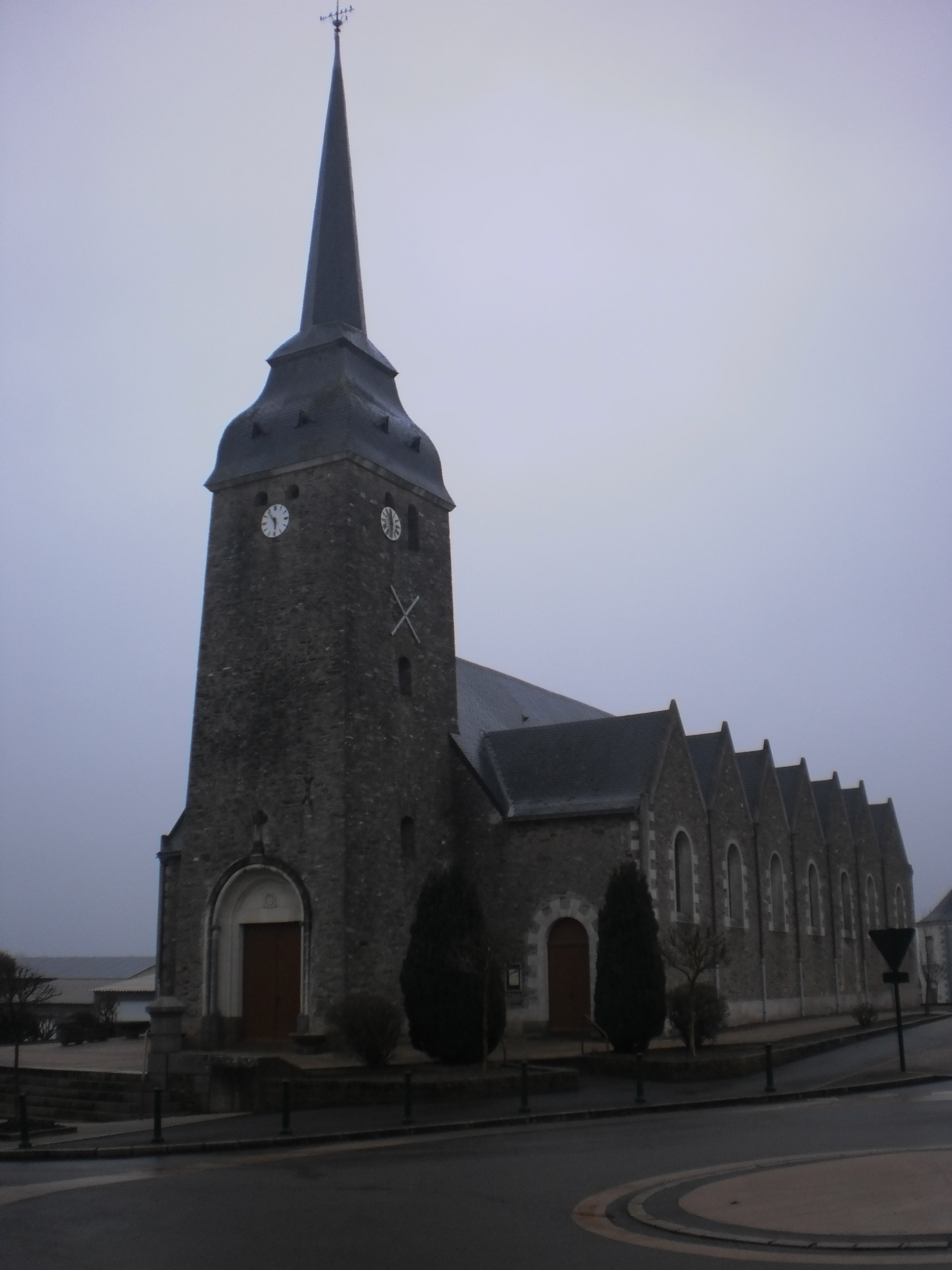
Kirche Saint-Pierre-et-Saint-Paul in Maumusson
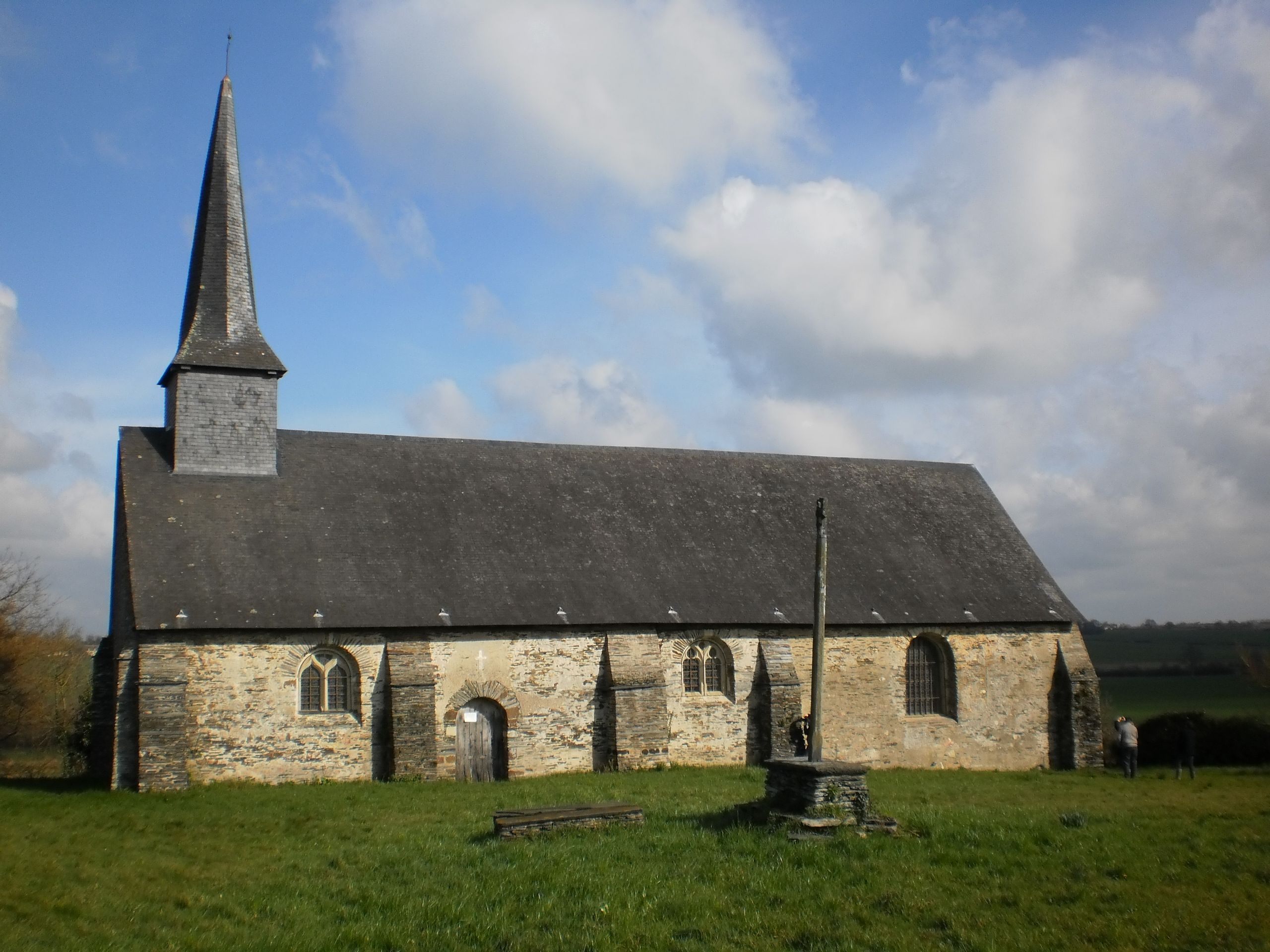
Kirche Le Vieux Bourg in Saint-Sulpice-des-Landes
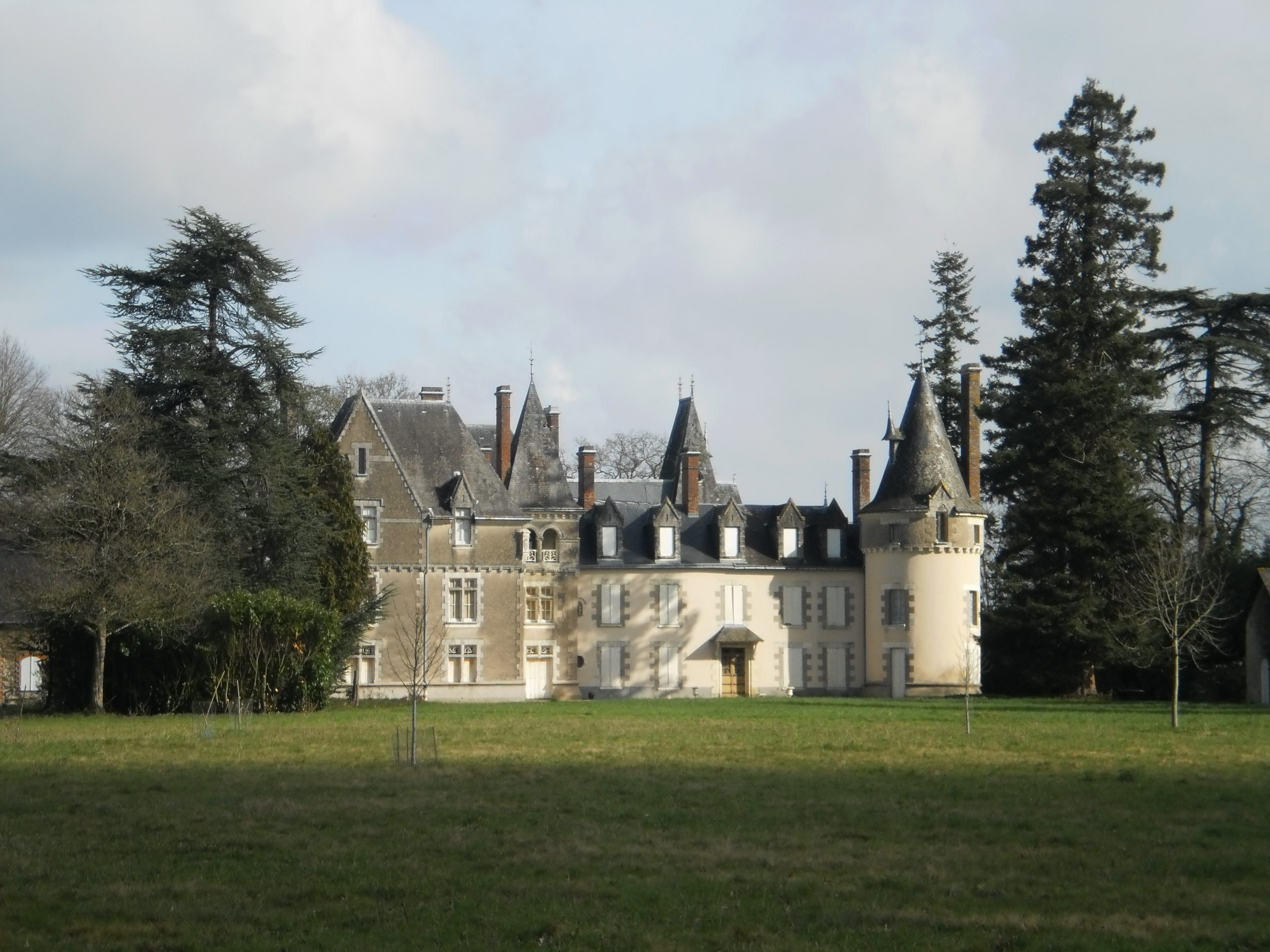
Schloss Coudray in Saint-Sulpice-des-Landes
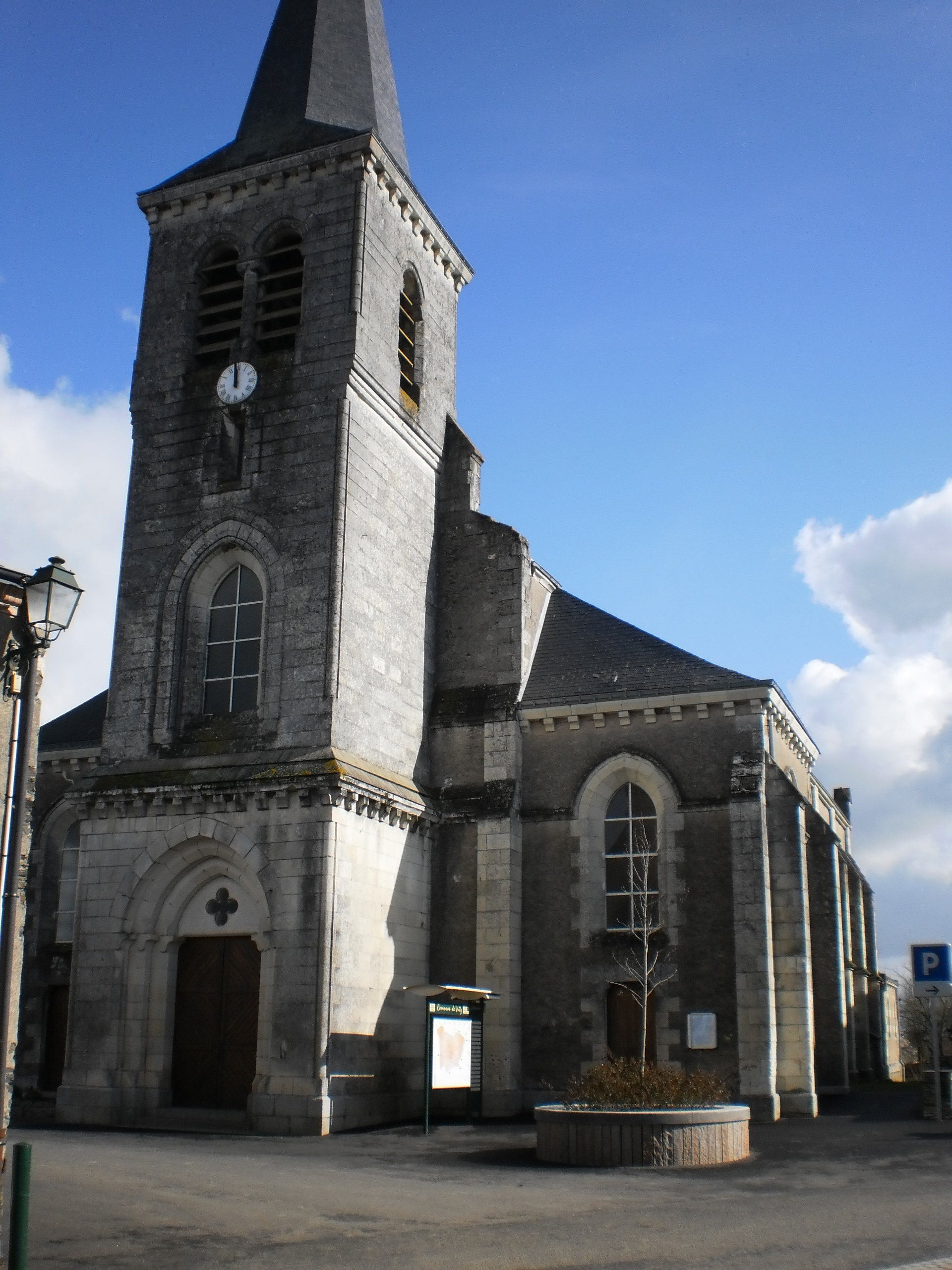
Kirche Saint-Gervais-et-Saint-Protais in Vritz
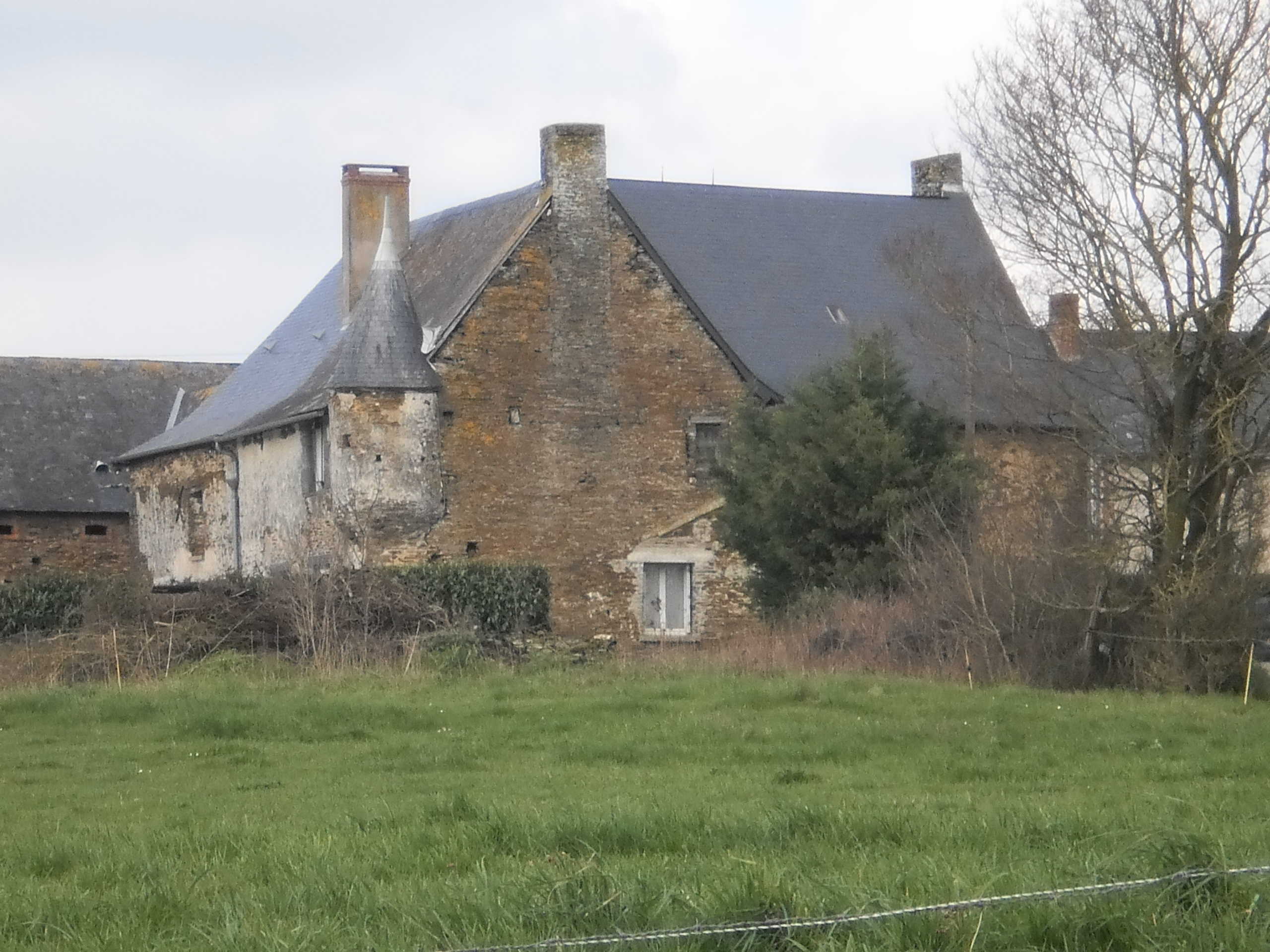
Herrenhaus La Tesserie in Vritz

## Persönlichkeiten
- Jacques Defermon (1752–1831), Politiker
- Paul Guimard (1921–2004), Schriftsteller und Journalist
- Bernard Blanchet (* 1943), Fußballspieler